# Dave Gibbons
Dave Gibbons (Londra, 14 aprile 1949) è un fumettista e disegnatore britannico.

## Fumetti

### IPC Comics
Gibbons irruppe sulla scena fumettistica inglese lavorando ad opere d'azione ed horror sia per la DC Thomson che per la IPC. Quando venne fondata la rivista di fumetti 2000 AD, Gibbons cominciò a lavorare lì come Art Director.  Qui disegnò una delle strisce originali in Prog1 dal nome Harlem Heroes, così come strisce di Future Shock. Dopo il primo anno iniziò ad illustrare Dan Dare, un progetto caro a Gibbons che era stato un fan delle serie originali.
Inoltre era noto ai lettori di Tornado, un'opera di breve durata della IPC: così come 2000 AD era “redatto” dall'alieno Tharg, Tornado era “redatto” da un supereroe, Big E, che lavorava anche sulla rivista col nome del suo alter ego, Percy Pilbeam. Questi personaggi apparvero in foto all'interno del fumetto, e sia Big E che Pilbeam vennero disegnati da Gibbons per l'intero corso di 22 numeri di Tornado prima che esso fosse incluso in 2000 AD.

### Doctor Who
Dopo aver abbandonato 2000AD, Gibbons diventò il capo-disegnatore di Doctor Who Weekly/Monthly, disegnando la striscia fumettistica principale per la maggior parte dei numeri dall'1 al 69.

### DC Comics: gli anni ottanta
Gibbons fu uno dei talenti britannici scoperti da Len Wein nel 1982 e venne assunto per disegnare Lanterna Verde per la DC.
Negli USA è rinomato per aver collaborato con Alan Moore alla miniserie di 12 numeri Watchmen, ad oggi uno dei graphic novel più venduti di tutti i tempi. Il lavoro di Gibbons in Watchmen è degno di nota per la sua griglia regolare di nove riquadri su una pagina così come la sua intensa narrativa e la sua profondità simbolica (alcuni elementi simbolici di sfondo erano stati suggeriti da Moore, altri sono stati creati da Gibbons).

### Opere recenti
Il più recente lavoro completo di Gibbons (2004) è un graphic novel in bianco e nero, The Originals, che ha sceneggiato e disegnato. Pubblicata dalla Vertigo, l'opera è ambientata in un futuro prossimo, ma trae molto spunto dalle figure dei mod e dei rockers degli anni sessanta.
Gli ultimi progetti ai quali Gibbons ha lavorato sono la miniserie di sei numeri della DC Comics The Rann/Thanagar War (che si lega alla miniserie di sette numeri Crisi infinita) e Green Lantern Corps: Recharge. Gibbons ha inoltre realizzato le immagini di copertina per Albion, la miniserie di sei numeri della WildStorm abbozzata da Alan Moore e scritta da sua figlia Leah e dal marito di lei. Gibbons ha inoltre scritto uno spin-off di Albion Thunderbolt Jaxon, con disegni di John Higgins.
Più recentemente Gibbons sta realizzando copertine per il ciclo di Kurt Busiek e Fabian Nicieza su Action Comics numeri 841-843 e sta anche sceneggiando Green Lantern Corps, che attualmente è una parte dell'arco narrativo Sinestro Corps, ispirato da una storia di Lanterna Verde scritta da Alan Moore negli anni ottanta.
Tra il 2012 e il 2013 collabora con Millarworld disegnando la miniserie in sei parti The Secret Service, scritta da Mark Millar e Matthew Vaughn.

## Altri media
Dave Gibbons ha collaborato più volte con lo sviluppatore di videogiochi britannico Revolution Software. La prima volta fu per il videogioco Beneath a Steel Sky, pubblicato nel 1994: Gibbons si occupò del disegno dei fondali. Diversi anni dopo, Gibbons ha realizzato ex novo dei disegni e delle inquadrature per Broken Sword: Il segreto dei templari – The Director's Cut (2009), Beneath a Steel Sky: Remastered (2009) e Broken Sword II: La profezia dei Maya - Rimasterizzato (2010), remake di storici titoli dell'azienda.
Nel 1976 ha illustrato il fumetto per il disco Too Old to Rock 'n' Roll: Too Young to Die! del gruppo musicale rock inglese Jethro Tull. Nel 1996 ha disegnato la cover dell'album K, disco d'esordio della band Kula Shaker.
Nel 2007 è stato consulente per il film Watchmen, ispirato al fumetto omonimo disegnato da Gibbons stesso.

## Film tratti da sue opere
- Watchmen (Watchmen), regia di Zack Snyder (2009)
- Kingsman - Secret Service (Kingsman: The Secret Service), regia di Matthew Vaughn (2014)

## Premi
Gibbons ha vinto diversi premi:
- Il Jack Kirby Award per la miglior serie limitata (Completa nel 1986) del 1987 per Watchmen con Alan Moore
- Il Jack Kirby Award per la miglior nuova serie del 1987 per Watchmen con Alan Moore
- Il Jack Kirby Award per il miglior scrittore/artista (singolo o coppia) del 1987 per Watchmen con Alan Moore

- Alph-art per il miglior fumetto straniero al Festival d'Angoulême del 1989 con l'albo Watchmen

Ha inoltre ricevuto candidature per altri riconoscimenti:
- Candidato al Jack Kirby Miglior Albo Singolo del 1986 per Superman Annual 2 con Alan Moore
- Candidato al Jack Kirby Miglior Albo Singolo del 1987 per Watchmen n.1 con Alan Moore; ed un'altra nomination per Watchmen n.2 con Alan Moore.

## Opere
- Harlem Heroes (con Tom Tully):
  - “The Sport of Tomorrow” (con il coautore Pat Mills, in 2000 AD n. 1, 1977)
  - “The Baltimore Bulls” (in 2000 AD n.2-5, 1977)
  - “The Siberian Wolves” (in 2000 AD n.6-8, 1977)
  - “The Montezuma Mashers” (in 2000 AD n.9-11, 1977)
  - “The Flying Scotsmen” (in 2000 AD n.12-15, 1977)
  - “Gorgon's Gargoyles” (in 2000 AD n.16-21, 1977)
  - “The Bushido Blades” (in 2000 AD n.22-24, 1977)
- Dan Dare (in 2000 AD n. 28-60, 64-72 & 73-78, 1977-78)
- Ro-Busters (in 2000 AD n. 86-92, 1978)
- Giudice Dredd (con John Wagner):
  - “Judge Dredd Outlaw” (con il coautore Brian Bolland, in 2000 AD n.87, 1978)
  - “Dredd and the Mob Blitzers” (in 2000 AD n.130, 1979)
- Ro-Busters (in 2000 AD n. 98-101, 1979)
- Dan Dare (in 2000 AD n. 100-126, 1979)
- ABC Warriors: “Cyboons” (con Pat Mills, in 2000 AD n.130-131, 1979)
- Doctor Who:
  - The Iron Legion (1979-1980, raccolta brossurata, Panini, 2004, ISBN 1904159370) raccoglie:
    - “The Iron Legion” (con Pat Mills/John Wagner, in Doctor Who Magazine n.1-8)
    - “City of the Damned” (con Pat Mills/John Wagner, in Doctor Who Magazine n.9-16)
    - “The Star Beast” (con Pat Mills/John Wagner, in Doctor Who Magazine n.19-26)
    - “Dogs of Doom” (con Pat Mills/John Wagner, in Doctor Who Magazine n.27-34)
    - “The Time Witch” (con Steve Moore, in Doctor Who Magazine n.35-38)

  - Dragon's Claw (Panini, 164 pagines, 2005, ISBN 1904159818) raccoglie:
    - “Dragon's Claw” (con Steve Moore, in Doctor Who Magazine n.39-45)
    - “The Collector” (con Steve Moore, in Doctor Who Magazine n.46)
    - “Dreamers of Death” (con Steve Moore, in Doctor Who Magazine n.47-48)
    - “The Life Bringer” (con Steve Moore, in Doctor Who Magazine n.49-50)
    - “The War of Words” (con Steve Moore, in Doctor Who Magazine n.51)
    - “Spider-God” (con Steve Moore, in Doctor Who Magazine n.52)
    - “The Deal” (con Steve Parkhouse, in Doctor Who Magazine n.53)
    - “End of the Line” (con Steve Parkhouse, in Doctor Who Magazine n.54-55)
    - “The Freefall Warriors” (con Steve Parkhouse, in Doctor Who Magazine n.56-57)
    - “The Neutron Knights” (con Steve Parkhouse, in Doctor Who Magazine n.60)

  - The Tides of Time (con Steve Parkhouse, Panini, 212 pagine, 2005, ISBN 1904159923) raccoglie:
    - “Tides of Time” (in Doctor Who Magazine n.61-67)
    - “Stars Fell on Stockbridge” (in Doctor Who Magazine n.68-69)
- Ro-Jaws' Robo-Tales (in 2000 AD n.157, 1980)
- Ro-Jaws' Robo-Tales (in 2000 AD n.176, 181, 183, 184 & 198, 1980-81)
- Rogue Trooper (in 2000 ADn.228-232, 234-35, 239-240 & 249-250, 1981-82)
- Tharg's Future Shocks (con Alan Moore):
  - “Return of the Thing” (in 2000 AD n.265, 1982)
  - “Skirmish” (in 2000 AD n.267, 1982)
  - “The Wild Frontier” (in 2000 AD n.269, 1982)
  - “The Disturbed Digestions of Dr. Dibworthy” (in 2000 AD n.273, 1982)
- Time Twisters: “Chrono-Cops” (con Alan Moore, in 2000 AD n.310, 1983)
- Lanterna Verde n.160, 162, 165-67, 173-76, 178-83, 185-86, 188 (DC Comics, gennaio 1983-maggio 1985)
- Superman: “Per l'uomo che ha tutto” (con Alan Moore, da Superman Annual n.11, 1985)
- Watchmen (con Alan Moore, DC, miniserie di 12 numeri, 1986-1987, raccolta brossurata, 1987)
- A1: Libro 1 (con Ted McKeever, ISBN 1-871878-05-5):
  - Survivor
  - Libretto
- Rogue Trooper (Friday) (sceneggiatura, con Will Simpson):
  - “The War Machine Part 1” (in 2000 AD n.650-653, 1989)
  - “The War Machine Part 2” (in 2000 AD n.667-671, 1990)
  - “The War Machine Part 3” (in 2000 AD n.683-687, 1990)
- Give Me Liberty (con Frank Miller, Dark Horse Comics, 1990-1997)
- Batman vs. Predator (sceneggiatura, con disegni di Andy Kubert e Adam Kubert, Dark Horse Comics, 1991)
- World's Finest Comics (sceneggiatura, con Steve Rude, miniserie di 3 numeri, DC, 1990)
- Rogue Trooper: “Remembrance Day” (con John Tomlinson, in 2000 AD Prog 2000, 1999)
- The Originals (DC, 2004)
- Legione dei Supereroi (2005)
- Rann-Thanagar War (2005)
- Albion (2005) [solo copertine]
- Green Lantern Corps: Recharge (2006)
- Green Lantern Corps (2006-???)
- Action Comics (2006) n.841-843 (solo copertine)